# Magdalena Forsberg
Pour les articles homonymes, voir Forsberg.
Magdalena Forsberg, née Wallin le 25 juillet 1967 à Örnsköldsvik, est une biathlète et fondeuse suédoise.
La biathlète au plus grand palmarès n'a jamais été championne olympique. Elle ne remporte que deux médailles de bronze lors des Jeux olympiques d'hiver de 2002, en sprint et en individuel.
Elle est en revanche six fois championne du monde de biathlon, avec en plus une médaille d'argent et cinq médailles de bronze.
Mais sa domination se traduit surtout par ses six succès consécutifs au classement général de Coupe du monde de biathlon de 1997 à 2002 et un total de quarante-deux victoires et quatre-vingt-sept podiums, autant de records féminins toujours actuels en Coupe du monde.

## Biographie
L'une de ses premières compétitions internationales sont les Championnats du monde de ski nordique 1987 où elle fait partie du relais quatre fois cinq kilomètres suédois qui obtient la médaille de bronze. Elle dispute sa première épreuve de Coupe du monde en janvier 1988. Deux mois plus tard, lors de sa deuxième course, elle termine deuxième du 10 kilomètres libre de Rovaniemi. La saison suivante, elle dispute deux nouvelles épreuves de coupe du Monde avant de disputer les Championnats du Monde à Lahti où elle termine dixième du trente kilomètres libre. Elle continue à concourir en coupe du Monde. En 1992, elle dispute les jeux olympiques d'Albertville : elle termine vingt-sixième du 15 kilomètres classique puis trente-quatrième du 30 kilomètres libre. Avec seulement cinq Top 10, elle décide de se diriger vers la discipline du biathlon.
Elle fait ses débuts en coupe du Monde de biathlon lors de la saison 1994-1995 : ses deux premières courses, à Bad Gastein, se soldent par une treizième place de l'individuel et une dix-septième au sprint. Peu avant les championnats du Monde, elle remporte sa première victoire en coupe du Monde lors du sprint de Ruhpolding. Lors des mondiaux, elle obtient une septième place à l'individuel, une dix-neuvième en sprint et une quatorzième avec le relais. Magdalena Wallin signe sa deuxième victoire en Coupe du monde la saison suivante sur l'individuel d'Oslo-Holmenkollen. Ce même hiver, elle obtient sa première médaille individuelle internationale en se classant à la troisième place du sprint des mondiaux de Ruhpolding.
À la suite de son mariage, elle aborde la saison 1996-1997 sous son nouveau nom : Forsberg. Elle remporte son premier doublé à Oberhof, sprint et poursuite. Aux championnats du Monde 1997, elle obtient trois médailles, l'or sur l'individuel et la poursuite et le bronze sur le sprint. Elle remporte le classement général de la coupe du Monde avec 319 points. Elle obtient également le globe de la poursuite, nouveau format mis au point par l'IBU et disputé pour la première fois lors de cette saison, et termine deuxième de l'individuel et troisième du sprint. Elle double la mise en remportant  le classement général et tous les globes individuels de la coupe du Monde 1997-1998. Elle échoue cependant aux jeux olympiques de 1998, terminant seulement quatorzième de l'Individuel (trois tirs manqués), dix-septième du sprint (également trois pénalités) et dixième du relais avec l'équipe suédoise. Elle a la particularité de disputer lors de ces Jeux de Nagano également le relais dans l'épreuve de ski de fond, compétition où les Suédoises terminent huitièmes. En fin de saison, elle s'adjuge le titre mondial de la poursuite, discipline qui n'est pas encore olympique.
Elle termine dans les trois premières dans tous les classements par discipline de l'hiver 1998-1999, remportant les globes du sprint et de la poursuite et son troisième grand globe récompensant la gagnante de la coupe du Monde. Elle remporte deux nouvelles médailles, l'argent du sprint et le bronze du départ groupé (ou mass-start), nouvelle épreuve, lors des mondiaux de Kontiolahti. Elle domine de nouveau le biathlon mondial lors de la saison 1999-2000 avec trois nouveaux petits globes (individuel, sprint et poursuite), et le gain du classement général. Aux championnats du Monde disputés à Holmenkollen, elle remporte le titre de la poursuite et la médaille de bronze de l'individuel. 
Lors des mondiaux 2001 à Pokljuka, elle gagne trois nouvelles médailles, deux en or en Individuel et en mass-start, et le bronze de la poursuite. Elle termine la Coupe du monde 2000-2001 en tête des classements des quatre disciplines et remporte ainsi une nouvelle fois le classement général. 
La saison 2001-2002 est importante pour Magdalena Forsberg : la biathlète au plus grand palmarès a pour objectif de devenir championne olympique à Salt Lake City, seule récompense manquant encore à son palmarès. Elle échoue dans sa quête de l'or, mais remporte néanmoins deux médailles de bronze. Elle se classe ainsi troisième de l'Individuel, avec deux tirs manqués, soit une minute de pénalité de plus que celles qui la devancent sur le podium, Andrea Henkel et Liv Grete Skjelbreid-Poirée. Deux jours plus tard sur le sprint, elle se classe à nouveau troisième, derrière les Allemandes Kati Wilhelm et Uschi Disl, Wilhelm l'emportant grâce à un sans faute, tandis que Disl et Forsberg ont manqué une balle. Elle laisse échapper sa dernière chance de titre en terminant seulement sixième de la poursuite remportée par la Russe Olga Pylyova-Medvedtseva. En fin de saison, Magdalena Forsberg remporte sa quarante-deuxième et dernière victoire en coupe du Monde en s'imposant sur la poursuite à Oslo Holmenkollen. Comme lors de l'exercice précédent, elle boucle l'hiver 2001-2002 en réalisant le grand chelem (gain du classement général et de l'ensemble des classements par discipline). Elle gagne la coupe du Monde pour la sixième et dernière fois.

## Vie personnelle
Elle est mariée avec le skieur nordique Henrik Forsberg, avec qui elle a eu deux enfants. Elle travaille après sa carrière sportive à la télévision en tant que consultante experte en biathlon. 

## Palmarès

### Jeux olympiques
| Épreuve / Édition                   | Individuel                          | Sprint                              | Poursuite                        | Relais |
| Jeux olympiques 1998 Nagano         | 14e                                 | 17e                                 | Épreuve inexistante à cette date | 10e    |
| Jeux olympiques 2002 Salt Lake City | Médaille de bronze, Jeux olympiques | Médaille de bronze, Jeux olympiques | 6e                               | —      |

 : épreuve non olympique.

— : non disputée par Forsberg.
| Épreuve / Édition                | 15 km classique 10 km classique | 30 km libre | Relais |
| Jeux olympiques 1992 Albertville | 26e                             | 34e         | 7e     |
| Jeux olympiques 1998 Nagano      | —                               | —           | 8e     |

— : non disputée par Forsberg.

### Championnats du monde
| Mondiaux \ Épreuve            | Individuel                        | Sprint                            | Poursuite                         | Départ en masse                  | Relais                            | Par équipes                      |
| 1995 Antholz-Anterselva       | 7e                                | 19e                               | Épreuve inexistante à cette date  | Épreuve inexistante à cette date | 14e                               | —                                |
| 1996 Ruhpolding               | 15e                               | Médaille de bronze, monde         | Épreuve inexistante à cette date  | Épreuve inexistante à cette date | 10e                               | —                                |
| 1997 Osrblie                  | Médaille d'or, monde              | Médaille de bronze, monde         | Médaille d'or, monde              | Épreuve inexistante à cette date | 16e                               | 16e                              |
| 1998 Pokljuka                 | Jeux olympiques de Nagano         | Jeux olympiques de Nagano         | Médaille d'or, monde              | Épreuve inexistante à cette date | Jeux olympiques de Nagano         | —                                |
| 1999 Kontiolahti Holmenkollen | 6e                                | Médaille d'argent, monde          | 5e                                | Médaille de bronze, monde        | —                                 | Épreuve inexistante à cette date |
| 2000 Holmenkollen             | Médaille de bronze, monde         | 4e                                | Médaille d'or, monde              | 4e                               | 13e                               | Épreuve inexistante à cette date |
| 2001 Pokljuka                 | Médaille d'or, monde              | 6e                                | Médaille de bronze, monde         | Médaille d'or, monde             | —                                 | Épreuve inexistante à cette date |
| 2002 Holmenkollen             | Jeux olympiques de Salt Lake City | Jeux olympiques de Salt Lake City | Jeux olympiques de Salt Lake City | 8e                               | Jeux olympiques de Salt Lake City | Épreuve inexistante à cette date |

 : Les épreuves de poursuite et du départ en masse n'apparaissent respectivement qu'en 1997 et en 1999. La compétition par équipe disparait après 1998.

### Coupe du monde
- 6 gros globes de cristal en 1997, 1998, 1999, 2000, 2001 et 2002.
- 16 petits globes de cristal :
  - Vainqueur du classement du sprint en 1998, 1999, 2000, 2001 et 2002.
  - Vainqueur du classement de la poursuite en 1997, 1998, 2000, 2001 et 2002.
  - Vainqueur du classement de l'individuel en 1998, 2000, 2001 et 2002.
  - Vainqueur du classement de la mass start en 2001 et 2002.

Magdalena Forsberg est l'athlète avec le plus grand palmarès en coupe du monde de biathlon chez les femmes , elle remporte de manière consécutive six globes récompensant la première du classement général, de 1997 à 2002.
| Saison    | Individuel | Individuel | Sprint | Sprint   | Poursuite                        | Poursuite                        | Départ en masse                  | Départ en masse                  | Général | Général  |
| Saison    | Points     | Position   | Points | Position | Points                           | Position                         | Points                           | Position                         | Points  | Position |
| --------- | ---------- | ---------- | ------ | -------- | -------------------------------- | -------------------------------- | -------------------------------- | -------------------------------- | ------- | -------- |
| 1994-1995 | 86         | 7e         | 92     | 9e       | Épreuve inexistante à cette date | Épreuve inexistante à cette date | Épreuve inexistante à cette date | Épreuve inexistante à cette date | 178     | 5e       |
| 1995-1996 | 94         | 4e         | 84     | 6e       | Épreuve inexistante à cette date | Épreuve inexistante à cette date | Épreuve inexistante à cette date | Épreuve inexistante à cette date | 178     | 5e       |
| 1996-1997 | 97         | 2e         | 141    | 3e       | 84                               | 1re                              | Épreuve inexistante à cette date | Épreuve inexistante à cette date | 319     | 1er      |
| 1997-1998 | 99         | 1re        | 202    | 1re      | 86                               | 1re                              | Épreuve inexistante à cette date | Épreuve inexistante à cette date | 387     | 1er      |
| 1998–1999 | 60         | 2e         | 203    | 1re      | 180                              | 2e                               | 45                               | 3e                               | 478     | 1er      |
| 1999–2000 | 74         | 1re        | 147    | 1re      | 210                              | 1re                              | 68                               | 3e                               | 510     | 1er      |
| 2000–2001 | 143        | 1re        | 368    | 1re      | 300                              | 1re                              | 146                              | 1re                              | 1021    | 1er      |
| 2001–2002 | 143        | 1re        | 302    | 1re      | 376                              | 1re                              | 123                              | 1re                              | 944     | 1er      |

 : la poursuite fait son apparition lors de la saison 1996-1997, et le départ en masse deux ans plus tard, lors de la saison 1998-1999.
Magdalena Forsberg totalise un record de quarante-deux victoires individuelles en coupe du monde, soit huit de plus que l'Allemande Magdalena Neuner et la Biélorusse Darya Domracheva (trente-quatre victoires individuelles chacune). Ces victoires se répartissent, selon le format de course, en sept individuels, treize sprints, dix-neuf poursuites et trois départs en masse. Elle totalise 87 podiums avec également dix-huit deuxièmes places et vingt-sept troisièmes places.
| Résultat  | Individuel | Sprint | Poursuite | Départ en masse | Relais | Par équipes | Total |
| --------- | ---------- | ------ | --------- | --------------- | ------ | ----------- | ----- |
| 1re Place | 7          | 13     | 19        | 3               | 0      | 0           | 42    |
| 2e Place  | 3          | 5      | 8         | 2               | 0      | 0           | 18    |
| 3e Place  | 8          | 9      | 7         | 3               | 0      | 0           | 27    |
| Top 10    | 28         | 49     | 39        | 13              | 4      | 1           | 134   |

#### Détail des victoires individuelles
| Saison \ Épreuve | Individuel                             | Sprint                                                   | Poursuite                                                                                  | Mass start                      | Total |
| 1994-1995        |                                        | Ruhpolding                                               |                                                                                            |                                 | 1     |
| 1995-1996        | Oslo-Holmenkollen                      |                                                          | 1                                                                                          |                                 |       |
| 1996-1997        | Osrblie (Ch. du monde)                 | Oberhof                                                  | Oberhof Osrblie (Ch. du monde)                                                             | 4                               |       |
| 1997-1998        | Pokljuka                               | Östersund Ruhpolding Pokljuka                            | Kontiolahti Pokljuka (Ch. du monde)                                                        | 6                               |       |
| 1998-1999        |                                        | Hochfilzen Lake Placid                                   | Hochfilzen Valcartier                                                                      |                                 | 4     |
| 1999-2000        |                                        | Pokljuka                                                 | Khanty-Mansiïsk Holmenkollen (Ch. du monde)                                                |                                 | 3     |
| 2000-2001        | Salt Lake City Pokljuka (Ch. du monde) | Osrblie -> Antholz Oberhof Ruhpolding Antholz-Anterselva | Pokljuka -> Antholz Osrblie -> Antholz Oberhof Ruhpolding Salt Lake City Oslo-Holmenkollen | Oberhof Pokljuka (Ch. du monde) | 14    |
| 2001-2002        | Pokljuka Osrblie                       | Hochfilzen                                               | Hochfilzen Pokljuka Oberhof Östersund Oslo-Holmenkollen                                    | Osrblie                         | 9     |
| Total            | 7                                      | 13                                                       | 19                                                                                         | 3                               | 42    |

### Ski de fond

#### Championnats du monde
- Mondiaux 1987 : 
  -  Médaille de bronze au relais.

#### Coupe du monde
- Meilleur classement général : 17e en 1989.
- 1 podium individuel : 1 deuxième place.

### Distinctions personnelles
Elle est récompensée à quatre reprises du Radiosportens Jerringpris trophée attribué par Sveriges Radio, service public de radio en Suède en 1997, 1998, 2000 et 2001. Elle reçoit également le Victoriastipendiet, en 1998, récompensant un athlète suédois.